# Теиксобактин
Теиксобактин е антибиотик в процес на разработка, за който е демонстрирано, че противодейства срещу грам-позитивни бактериални патогени с придобита резистентност срещу наличните одобрени антибиотици. Откритието е съобщено през 2015 г. от екип сътрудници от четири американски и германски института и две фармацевтични компании.

## Механизъм на действие
Предполага се, че теиксобактинът е по-малко уязвим спрямо мутации на целевия патоген поради необичайния си антибиотичен механизъм. Вместо да се свързва с относително податливи на мутации протеини в бактериалната клетка, той се свързва с по-непроменливи мастни молекули, които са основни прекурсори за изграждането на клетъчната стена. Забележително е, че не са открити резистентни щамове на Staphylococcus aureus и Mycobacterium tuberculosis въпреки опити това да бъде направено in vitro.

## Употреба в медицината
Към началото на 2015 г. изглежда, че клиничните тестове на теиксобактин могат да започнат най-рано след две години.

## Интелектуална собственост
Изследванията са финансирани от Националния здравен институт на САЩ и германски научноизследователски агенции. Североизточният университет държи патент за метода на производство на медикаменти in situ в почвата и е лицензирал патента на частна компания в Кембридж, Масачузетс.